# 東西芸人いきなり!2人旅
『東西芸人いきなり!2人旅』（とうざいげいにんいきなり!ふたりたび）は、朝日放送（ABCテレビ）で2011年10月9日から2013年3月31日まで毎週日曜日 23:15 - 翌0:10（JST）に放送されていた旅バラエティ番組である。主にレギュラー時代を中心に深夜帯に放送されていたが、単発時代は夕方帯に放送されていた。また、一部のテレビ朝日系列で放送された。

## 概要
ほぼ初対面の関東芸人と関西芸人がいきなり1泊2日の2人旅を行い、その旅の様子を東野幸治と勝俣州和がスタジオで観察する。レギュラー版では、VTR中に言いたいことや、もう一度見たい場面がある時のためにテーブルにストップボタンが設置されている。番組は隔週金曜日に2本録りで収録が行われている。
これまでに2回特番で放送されたが、2012年5月6日から関西ローカルでレギュラー放送を開始。前週にあたる4月29日の23:25 - 翌0:20には『いよいよ来週日曜日「東西芸人いきなり!2人旅」スタート』が放送され、特番第1弾の2つの旅（ウド鈴木とノブ、鈴木拓と小籔千豊）が再放送された。
2012年12月29日の14:30 - 17:25には、番組初の3時間スペシャルをレギュラー化以降としては初の深夜帯以外の時間帯で放送。また、ABCのほかに、福島放送・山形テレビ・長野朝日放送・山口朝日放送・長崎文化放送・熊本朝日放送でも同時ネット。愛媛朝日テレビは同日7:25 - 10:25に先行放送。北陸朝日放送は12月30日 14:00 - 16:55に、テレビ宮崎は2013年1月2日 24:50 - 27:45に遅れネットで放送。
なお、テレビ朝日系列で当該時間に放送されている『日曜×芸人』は、0:58 - 1:53に放送時間を繰り下げて放送している。ただし2012年8月5日は、22:55から翌朝までロンドンオリンピックの中継が行われたため、当番組を休止し、通常より1時間15分早い22:00 - 22:55枠で初の同時ネットを行った。
2013年3月31日をもってレギュラー放送は終了したが、その後は不定期にスペシャル番組が放送されていたが、2015年3月21日の放送を最後に放送されていなかった。
2023年2月19日に、関西ローカルで特番として8年ぶりに復活することになった。なお、今回の特番では、地上波（関西ローカル）の放送より1週間早く2月12日にABEMAにおいて、配信を行うことになっている。そのABEMAでは、過去回の中から6つのエピソードが期間限定で無料公開された。

## 旅の流れ
関東芸人・関西芸人ともに旅のパートナーが誰なのか、旅の目的地はどこなのかは聞かされないまま、指定された場所で待ち合わせる。合流後は封筒に入った「旅のしおり」に従って旅を行う。特番では、途中でタビゲーターからの指令が課せられることがあった。

## 出演者

### 特番
- 司会（第1・2弾）、関西芸人代表（第3〜5弾）：東野幸治
- タビゲーター：浅越ゴエ（ザ・プラン9）
- パネラー（第1・2弾）、関東芸人代表（第3〜5弾）：勝俣州和
- パネラー：千鳥（第1弾）、原幹恵（第1弾）、シャンプーハット（第2弾）、安めぐみ（第2弾）

### レギュラー版
- 関西芸人代表：東野幸治
- 関東芸人代表：勝俣州和

## 放送リスト

### 特番（放送リスト）
| 回 | 放送日         | 関東芸人                     | 関西芸人                       | 旅先            |
| -- | -------------- | ---------------------------- | ------------------------------ | --------------- |
| 1  | 2011年10月9日  | ウド鈴木（キャイ〜ン）       | ノブ（千鳥）                   | 南紀白浜        |
| 1  | 2011年10月9日  | 楽しんご                     | シルク                         | 嵐山            |
| 1  | 2011年10月9日  | 鈴木拓（ドランクドラゴン）   | 小籔千豊                       | 彦根・長浜      |
| 2  | 2012年1月3日   | 出川哲朗                     | ガリガリガリクソン             | 京都            |
| 3  | 2013年9月29日  | 箕輪はるか（ハリセンボン）   | ハイヒールモモコ（ハイヒール） | 北海道 小樽     |
| 3  | 2013年9月29日  | 日村勇紀（バナナマン）       | 藤本敏史（FUJIWARA）           | 島根            |
| 4  | 2014年3月15日  | 小島よしお                   | オール巨人                     | 沖縄            |
| 5  | 2014年9月20日  | 黒沢かずこ（森三中）         | 未知やすえ                     | 京都            |
| 5  | 2014年9月20日  | 鈴木拓（ドランクドラゴン）   | 西川忠志                       | 長野 白馬       |
| 6  | 2014年12月27日 | 塚地武雅（ドランクドラゴン） | 間寛平                         | 箱根            |
| 6  | 2014年12月27日 | ラッシャー板前（たけし軍団） | 高橋茂雄（サバンナ）           | 福井            |
| 7  | 2015年3月21日  | 椿鬼奴                       | 末成由美                       | 沖縄            |
| 7  | 2015年3月21日  | ウド鈴木（キャイーン）       | 西田幸治（笑い飯）             | 淡路島 南あわじ |

### レギュラー版（放送リスト）
| 回 | 放送日         | 関東芸人                                          | 関西芸人                       | 旅先                |
| -- | -------------- | ------------------------------------------------- | ------------------------------ | ------------------- |
| 1  | 2012年5月6日   | 春日俊彰（オードリー）                            | 岩橋良昌（プラスマイナス）     | 淡路島              |
| 2  | 2012年5月13日  | 児嶋一哉（アンジャッシュ）                        | 大悟（千鳥）                   | 六甲・有馬          |
| 3  | 2012年5月20日  | 塙宣之（ナイツ）                                  | 小出水（シャンプーハット）     | 東京 浅草           |
| 4  | 2012年5月27日  | ホリ                                              | 川島邦裕（野性爆弾）           | 近江八幡・大津      |
| 5  | 2012年6月3日   | 石塚英彦（ホンジャマカ）                          | 兵動大樹（矢野・兵動）         | 京都                |
| 6  | 2012年6月17日  | 伊達みきお（サンドウィッチマン）                  | 八木真澄（サバンナ）           | 熊本                |
| 7  | 2012年6月24日  | 澤部佑（ハライチ）                                | 坂田利夫                       | 大阪                |
| 8  | 2012年7月1日   | カンニング竹山                                    | RG（レイザーラモン）           | 三重 伊勢           |
| 9  | 2012年7月8日   | 田中卓志（アンガールズ）                          | 石田靖                         | 大分 別府           |
| 10 | 2012年7月15日  | 小島よしお                                        | 桂三枝（現・6代目桂文枝）      | 韓国 ソウル         |
| 11 | 2012年7月29日  | 狩野英孝                                          | 西澤裕介（ダイアン）           | 高知                |
| 12 | 2012年8月12日  | 藤森慎吾（オリエンタルラジオ）                    | 後藤淳平（ジャルジャル）       | 京都                |
| 13 | 2012年8月19日  | つぶやきシロー                                    | 小杉竜一（ブラックマヨネーズ） | 名古屋              |
| 14 | 2012年9月2日   | 未公開トーク総集編                                | 未公開トーク総集編             | 未公開トーク総集編  |
| 15 | 2012年9月9日   | レッド吉田（TIM）                                 | 博多華丸（博多華丸・大吉）     | 京都 美山           |
| 16 | 2012年9月23日  | 井手らっきょ（たけし軍団）                        | 千原せいじ（千原兄弟）         | 沖縄                |
| 17 | 2012年9月30日  | 杉山裕之（我が家）                                | たむらけんじ                   | 広島 宮島           |
| 18 | 2012年10月7日  | 林家ペー                                          | トミーズ健（トミーズ）         | 鳥取                |
| 19 | 2012年10月14日 | 松村邦洋                                          | 原西孝幸（FUJIWARA）           | 山口 下関           |
| 20 | 2012年10月28日 | モト冬樹                                          | 哲夫（笑い飯）                 | 兵庫                |
| 21 | 2012年11月4日  | 小沢一敬（スピードワゴン）                        | 田村裕（麒麟）                 | 京都                |
| 22 | 2012年11月11日 | 真栄田賢（スリムクラブ）                          | 桂三度                         | 岩手                |
| 23 | 2012年11月18日 | ルー大柴                                          | 西田幸治（笑い飯）             | 香川 小豆島         |
| 24 | 2012年11月25日 | 中岡創一（ロッチ）                                | ケンドーコバヤシ               | 鹿児島              |
| 25 | 2012年12月2日  | 鈴木拓（ドランクドラゴン）                        | てつじ（シャンプーハット）     | 兵庫 佐用町         |
| 26 | 2012年12月23日 | 未公開トーク総集編                                | 未公開トーク総集編             | 未公開トーク総集編  |
| SP | 2012年12月29日 | ガダルカナル・タカ（たけし軍団）                  | 西野亮廣（キングコング）       | 福岡                |
| SP | 2012年12月29日 | バービー（フォーリンラブ）                        | ハイヒールリンゴ（ハイヒール） | 北海道 函館         |
| SP | 2012年12月29日 | 東野幸治&勝俣州和が選ぶ!もう一度見たいシーンBEST3 |                                |                     |
| 27 | 2013年1月6日   | 飯尾和樹（ずん）                                  | 岩尾望（フットボールアワー）   | 福井                |
| 28 | 2013年1月13日  | 秋山竜次（ロバート）                              | 木下隆行（TKO）                | 岡山 倉敷・児島     |
| 29 | 2013年1月20日  | 松尾伴内（たけし軍団）                            | 浜本広晃（テンダラー）         | 香川                |
| 30 | 2013年1月27日  | 渡辺正行（コント赤信号）                          | ノブ（千鳥）                   | 鎌倉・江の島        |
| 31 | 2013年2月3日   | 板倉俊之（インパルス）                            | ウーイェイよしたか（スマイル） | 大阪                |
| 32 | 2013年2月10日  | 佐藤哲夫（パンクブーブー）                        | 橋本直（銀シャリ）             | 長野 白馬           |
| 33 | 2013年2月17日  | イジリー岡田                                      | 陣内智則                       | 栃木 日光           |
| 34 | 2013年2月24日  | 堤下敦（インパルス）                              | 瀬戸洋祐（スマイル）           | 長崎                |
| 35 | 2013年3月3日   | 益子卓郎（U字工事）                               | 川島明（麒麟）                 | 静岡 西伊豆         |
| 35 | 2013年3月10日  | チャンカワイ（Wエンジン）                         | 矢野勝也（矢野・兵動）         | 三重 伊賀上野・名張 |
| 36 | 2013年3月17日  | ウド鈴木（キャイ〜ン）                            | ほっしゃん。                   | 長崎                |
| 37 | 2013年3月24日  | ヨネスケ                                          | 月亭方正                       | 栃木 那須           |
| 38 | 2013年3月31日  | 未公開トーク総集編                                | 未公開トーク総集編             | 未公開トーク総集編  |

## 番組ネット局

### 特番第1弾
| 放送対象地域 | 放送局                   | 系列           | 放送日時                     | 遅れ      |
| ------------ | ------------------------ | -------------- | ---------------------------- | --------- |
| 近畿広域圏   | 朝日放送（ABC）          | テレビ朝日系列 | 2011年10月9日 15:30 - 17:25  | 製作局    |
| 静岡県       | 静岡朝日テレビ（SATV）   | テレビ朝日系列 | 2011年11月13日 14:00 - 15:55 | 35日遅れ  |
| 福島県       | 福島放送（KFB）          | テレビ朝日系列 | 2011年12月4日 15:30 - 17:25  | 56日遅れ  |
| 山形県       | 山形テレビ（YTS）        | テレビ朝日系列 | 2011年12月17日 14:00 - 15:55 | 69日遅れ  |
| 青森県       | 青森朝日放送（ABA）      | テレビ朝日系列 | 2011年12月18日 15:30 - 17:25 | 70日遅れ  |
| 長崎県       | 長崎文化放送（NCC）      | テレビ朝日系列 | 2011年12月29日 14:25 - 16:25 | 81日遅れ  |
| 山梨県       | 山梨放送（YBS）          | 日本テレビ系列 | 2012年1月3日 15:00 - 16:55   | 86日遅れ  |
| 山口県       | 山口朝日放送（yab）      | テレビ朝日系列 | 2012年2月5日 15:30 - 17:25   | 119日遅れ |
| 愛媛県       | 愛媛朝日テレビ（eat）    | テレビ朝日系列 | 2012年2月5日 15:30 - 17:25   | 119日遅れ |
| 広島県       | 広島ホームテレビ（HOME） | テレビ朝日系列 | 2012年3月31日 13:00 - 15:00  | 174日遅れ |
| 鹿児島県     | 鹿児島放送（KKB）        | テレビ朝日系列 | 2012年4月7日 13:00 - 14:55   | 181日遅れ |

### 特番第2弾
| 放送対象地域   | 放送局                | 系列           | 放送日時                               | 遅れ      |
| -------------- | --------------------- | -------------- | -------------------------------------- | --------- |
| 近畿広域圏     | 朝日放送（ABC）       | テレビ朝日系列 | 2012年1月3日 23:55 - 翌0:55            | 製作局    |
| 福島県         | 福島放送（KFB）       | テレビ朝日系列 | 2012年1月21日 9:30 - 10:30             | 18日遅れ  |
| 青森県         | 青森朝日放送（ABA）   | テレビ朝日系列 | 2012年1月22日 15:30 - 16:30            | 19日遅れ  |
| 沖縄県         | 琉球朝日放送（QAB）   | テレビ朝日系列 | 2012年1月28日 14:00 - 14:55            | 25日遅れ  |
| 岩手県         | 岩手朝日テレビ（IAT） | テレビ朝日系列 | 2012年1月28日 16:25 - 17:25            | 25日遅れ  |
| 愛媛県         | 愛媛朝日テレビ（eat） | テレビ朝日系列 | 2012年2月4日 13:50 - 14:50             | 32日遅れ  |
| 秋田県         | 秋田朝日放送（AAB）   | テレビ朝日系列 | 2012年2月29日（28日深夜） 1:45 - 2:40  | 56日遅れ  |
| 中京広域圏     | メ〜テレ（NBN）       | テレビ朝日系列 | 2012年3月8日（7日深夜） 0:55 - 1:55    | 64日遅れ  |
| 香川県・岡山県 | 瀬戸内海放送（KSB）   | テレビ朝日系列 | 2012年3月8日（7日深夜） 0:55 - 1:55    | 64日遅れ  |
| 新潟県         | 新潟テレビ21（UX）    | テレビ朝日系列 | 2012年3月12日（11日深夜） 0:45 - 1:40  | 68日遅れ  |
| 石川県         | 北陸朝日放送（HAB）   | テレビ朝日系列 | 2012年3月22日（21日深夜） 0:35 - 1:45  | 78日遅れ  |
| 高知県         | 高知放送（RKC）       | 日本テレビ系列 | 2012年3月22日（21日深夜） 0:59 - 25:59 | 78日遅れ  |
| 長崎県         | 長崎文化放送（NCC）   | テレビ朝日系列 | 2012年4月1日 12:00 - 12:55             | 89日遅れ  |
| 熊本県         | 熊本朝日放送（KAB）   | テレビ朝日系列 | 2012年5月7日（6日深夜） 1:50 - 2:50    | 124日遅れ |

### 特番第3弾
| 放送対象地域 | 放送局              | 系列           | 放送日時                     | 遅れ     |
| ------------ | ------------------- | -------------- | ---------------------------- | -------- |
| 近畿広域圏   | 朝日放送（ABC）     | テレビ朝日系列 | 2013年9月29日 15:30 - 17:25  | 製作局   |
| 北海道       | 北海道テレビ（HTB） | テレビ朝日系列 | 2013年12月8日 14:00 - 16:00  | 71日遅れ |
| 長崎県       | 長崎文化放送（NCC） | テレビ朝日系列 | 2013年12月28日 14:00 - 15:55 | 91日遅れ |

### レギュラー版（番組ネット局）
| 放送対象地域 | 放送局                               | 系列           | 放送時間                     | 放送開始日     | 遅れ     |
| ------------ | ------------------------------------ | -------------- | ---------------------------- | -------------- | -------- |
| 近畿広域圏   | 朝日放送（ABC）                      | テレビ朝日系列 | 日曜 23:15 - 翌0:10          | 2012年5月6日   | 製作局   |
| 新潟県       | 新潟テレビ21（UX）                   | テレビ朝日系列 | 日曜 0:35 - 1:35（土曜深夜） | 2012年6月3日   | 27日遅れ |
| 石川県       | 北陸朝日放送（HAB）                  | テレビ朝日系列 | 土曜 16:00 - 16:55           | 2012年6月16日  | 41日遅れ |
| 福島県       | 福島放送（KFB）                      | テレビ朝日系列 | 火曜 0:20 - 0:15（月曜深夜） | 2012年7月16日  | 70日遅れ |
| 福岡県       | 九州朝日放送（KBC）                  | テレビ朝日系列 | 土曜 0:55 - 1:50（金曜深夜） | 2012年8月4日   | 89日遅れ |
| 静岡県       | 静岡朝日テレビ（SATV）               | テレビ朝日系列 | 火曜 0:55 - 1:55（月曜深夜） | 2012年10月2日  | 78日遅れ |
| 山口県       | 山口朝日放送（yab）                  | テレビ朝日系列 | 日曜 0:45 - 1:42（土曜深夜） | 2012年10月7日  | 83日遅れ |
| 山形県       | 山形テレビ（YTS）                    | テレビ朝日系列 | 日曜 0:45 - 1:40（土曜深夜） | 2012年10月7日  | 97日遅れ |
| 愛媛県       | 愛媛朝日テレビ（eat）                | テレビ朝日系列 | 月曜 0:58 - 1:53（日曜深夜） | 2012年         | 28日遅れ |
| 大分県       | 大分朝日放送（OAB）                  | テレビ朝日系列 | 土曜 9:45 - 10:40            | 2013年4月13日  | ?日遅れ  |
| 東京都       | 東京メトロポリタンテレビジョン（MX） | 独立局         | 水曜 23:30 - 翌0:30          | 2013年10月23日 | [ 11 ]   |

### 不定期放送
| 放送対象地域   | 放送局                   | 系列                                                          | 放送日時 | 放送回                                         |
| -------------- | ------------------------ | ------------------------------------------------------------- | --- | ---------------------------------------------- |
| 長崎県         | 長崎文化放送（NCC）      | テレビ朝日系列                                                | 2012年5月13日（日曜）12:00 - 12:55 2012年5月26日・6月2日・9月1日・9月29日・10月6日・2013年4月6日・5月4日・5月18日・6月1日・6月29日・8月3日（土曜）13:00 - 14:00 2012年6月30日（土曜）14:30 - 15:25 2012年8月26日（日曜）16:00 - 16:55 2012年11月24日（土曜）15:00 - 15:55 2012年12月1日（土曜）16:00 - 16:55 2012年12月22日・2013年1月5日・4月27日・5月4日・6月22日・7月27日・9月21日・10月12日・11月2日・11月23日（土曜）12:00 - 13:00 2013年1月6日（日曜）16:25 - 17:25 2013年3月3日（日曜）15:30 - 17:25(2回分) |                                                |
| 岩手県         | 岩手朝日テレビ（IAT）    | テレビ朝日系列                                                | 2012年6月16日（土曜）10:50 - 11:45 2013年3月24日（23日深夜）（日曜、土曜深夜）0:50 - 1:45 |                                                |
| 大分県         | 大分朝日放送（OAB）      | テレビ朝日系列                                                | 2012年6月23日（22日深夜）（土曜、金曜深夜）1:55 - 2:50 |                                                |
| 長野県         | 長野朝日放送（abn）      | テレビ朝日系列                                                | 2012年6月29日（金曜）23:15 - 翌0:15 |                                                |
| 沖縄県         | 琉球朝日放送（QAB）      | テレビ朝日系列                                                | 2012年6月29日（金曜）23:15 - 翌0:15 2012年6月30日・8月11日・18日（土曜）14:00 - 14:55 2012年9月7日（6日深夜）（金曜、木曜深夜）1:22 - 2:22 2012年10月6日・13日（土曜）12:00 - 12:55 | 第1回 第2回・第7回・第8回 第9回 第10回・第11回 |
| 広島県         | 広島ホームテレビ（HOME） | テレビ朝日系列                                                | 土曜16:00 - 17:00や金曜深夜枠等で断続的に放送 |                                                |
| 香川県・岡山県 | 瀬戸内海放送（KSB）      | テレビ朝日系列                                                | 2012年8月5日（日曜）16:30 - 17:25 |                                                |
| 宮城県         | 東日本放送（KHB）        | テレビ朝日系列                                                | 2012年8月8日（日深夜）（水曜、火曜深夜）0:56 - 1:51 | 第6回                                          |
| 中京広域圏     | 名古屋テレビ             | テレビ朝日系列                                                | 2012年12月8日・22日（土曜）10:00 - 10:55 | 第8回・第21回                                  |
| 宮崎県         | テレビ宮崎               | フジテレビ系列 日本テレビ系列 テレビ朝日系列 （クロスネット） | 2013年1月9日（水曜）15:56 - 16:50 | 第6回                                          |

※テレビ朝日系列局でレギュラー・特番・単発・不定期放送を含めてこれまで1度も放送されたことがないのはテレビ朝日・福井放送（日本テレビ系列とのクロスネット）の2局のみである。そのほか、系列局のない富山県・鳥取県・島根県・徳島県でもこれまで1度も放送されたことがない(ただしケーブルテレビによるエリア外系列局の視聴ができる場合がある)。

## スタッフ

### 特番（スタッフ）
- ナレーター：喜多ゆかり（ABCアナウンサー、第1・2弾）、角野友紀（ABCアナウンサー、第3弾）
- 構成：渡邉仁、ハスミマサオ、田中孝晃、東雲信介（第3弾）
- ブレーン：鍋谷直輝（第3弾）
- TD・SW：玉木雅之（ABC）
- SW：小西剛生（第3弾）
- CAM：栢分祐二・長野允耶・手塚西都子・中本徹（ABC）、森裕喜（第3弾）
- VE：楠本由希子（ABC）、宇佐美貴士（第3弾）
- LD：道本啓介（ABC）、瀧本貫士（第3弾）
- MIX：西森大記（ABC）、坂本宗之（第3弾）
- AUD：佐藤雄亮、神田雅之（第3弾）
- VTR：井上隆也（ABC）、荒木佳恵（第3弾）
- ENG：岡田真悟、武田則彦、西川真・藤原裕康・中喜志治（第3弾）
- EED：今西政之（アイネックス）、井原理恵、林香奈（第3弾）
- MA：黒澤秀一（戯音工房）
- 美術プロデューサー：東要（第3弾）
- 美術：佐々文章（ABC）
- 美術協力：つむら工芸、まいど、京阪商会、ビーム、百花園、クラフト（第3弾）、思巧堂（第3弾）
- 番組宣伝：佐藤有（ABC）、川村真紀（第3弾）
- デスク：岡由子（ABC）
- AD：田嶋康次郎・大橋洋平（ABC）、大濱雅子（ABCリブラ）、阪本圭（JAWS）、前川亮・若林夏実（第3弾）
- FD：徳原由花（Walk On）、小田晶子（第3弾）
- ロケ演出：田嶋康次郎・西岡孝之（第3弾）
- 総合演出：田村雄一（第3弾）
- ディレクター：芝聡・朝日源（ABC）、西岡孝之（JAWS）
- チーフディレクター：梶原英明（ABC）
- プロデューサー：奈良井正巳（ABC）、中澤晋弥（第3弾）
- 協力：ABCリブラ、JAWS、関西東通、アイネックス、戯音工房、東通企画（第3弾）、CAMIX（第3弾）、ハートス（第3弾）、ソニ企画（第3弾）、ジェットプロダクション（第3弾）、ウォークオン（第3弾）、Studio NEST（第3弾）
- 制作：ABC（朝日放送）

### レギュラー版（スタッフ）
- ナレーター：角野友紀（ABCアナウンサー）、喜多ゆかり（ABCアナウンサー、2012年7月8・29日放送）
- 構成：渡邉仁、ハスミマサオ、田中孝晃、東雲信介、貝島順一
- ブレーン：鍋谷直輝、弘中麻由
- SW：勝間敦（ABC）
- CAM：長野允耶・栢分祐二・水田芳裕・中本徹・横山博昭・田中康彦・津川貴行・竹島忠寛（ABC）
- AUD：和三晃章・寺田果生・坂本宗之（ABC）
- VTR：蔭山明子
- VE：波田純一・清水博孝・小西剛生（ABC）
- LD：瀧本貫士
- MIX：西森大記（ABC）
- ENG：西川真、岡田秀徳、津田欣典、中村敦
- EED：今西政之（アイネックス）、井原理恵
- MA：黒澤秀一（戯音工房）、松阪史高
- 美術プロデューサー：東要（ABC）
- 美術協力：つむら工芸、クラフト、思巧堂、ビーム
- 協力：JAWS、ファンズプロダクション、パワーステーション、関西東通、CAMIX、ハートス、アイネックス、戯音工房、ソニ企画、ジェットプロダクション、オフィス自由本舗、AZITO、ウォークオン
- 番組宣伝：川村真紀（ABC）
- デスク：岡由子（ABC）
- AD：前川亮（JAWS）、松尾康高（ファンズプロダクション）
- ディレクター：田村雄一・田嶋康次郎（ABC）、西岡孝之・藤川明・高田真吾（JAWS）、四宮孝史・三田修司（ファンズプロダクション）、石原直行（東通企画）、佐藤光代、堀景輔
- ロケ演出：津野允（JAWS）
- 総合演出：梶原英明（ABC）
- プロデューサー：奈良井正巳（ABC）、中澤晋弥（よしもとクリエイティブ・エージェンシー）
- 制作協力：吉本興業
- 制作：ABC（朝日放送）

## テーマ曲・挿入歌

### オープニングテーマ
- 東京スカパラダイスオーケストラ「美しく燃える森」（cutting edge）

### 挿入歌
- スマッシュ・マウス「Why Can't We Be Friends」（MCAビクター）[13]
- 斉藤和義「歩いて帰ろう」（ファンハウス）[14]

### エンディングテーマ
- NMB48「ナギイチ」（lough out loud! records、2012年5月6日 - 5月27日）
- 小南泰葉「嘘憑きとサルヴァドール」（EMIミュージック・ジャパン、2012年6月3日 - 6月24日）
- 斉藤利菜「ハッピーデイズ」（FLOOD TIDE RECORDS、2012年7月1日 - 7月29日）
- MYNAME「Message」（よしもとアール・アンド・シー、2012年8月12日 - 8月19日）
- 上田マユミ「あしたはきっと」（FLOOD TIDE RECORDS、2012年9月2日 - 9月30日）
- D-51「めぐり逢い」（徳間ジャパンコミュニケーションズ、2012年10月7日 - 10月28日）
- YU-A「優しい顔で近づかないで」（よしもとアール・アンド・シー、2012年11月4日 - 11月25日）
- U.「当たり前に流れる幸せを」（FLOOD TIDE RECORDS、2012年12月2日 - 12月29日）
- さんみゅ〜「Secert Blue Memories」（ポニーキャニオン、2012年1月6日 - 1月27日）
- YGA「キミと出会えてよかった!」（よしもとアール・アンド・シー、2013年2月3日 - 2月24日）
- Vimclip「Beautiful」（DANZEN MUSIC、2013年3月3日 - 3月31日）